# Gull Channel
Der Gull Channel (englisch für Möwenkanal) ist eine Meerenge vor der Fallières-Küste des Grahamlands auf der Antarktischen Halbinsel. Der Kanal ist etwa 150 m breit und trennt Dynamite Island von Stonington Island.
Wissenschaftler der United States Antarctic Service Expedition (1939–1941) nahmen erste Vermessungen und die Benennung vor. Namensgebend sind die unterschiedlichen Möwenarten, die im Gebiet dieses Kanals anzutreffen sind.